# Васильєва Людмила Василівна
Людми́ла Васи́лівна Васильє́ва (* 1969) — українська фехтувальниця. Майстер спорту СРСР (1989).

## З життєпису
Народилась 1969 року у місті Львів.
Закінчила Львівський інститут фізичної культури (1997).
Чемпіонка спартакіади України-1995, чемпіонка України-1996 в особистих і командних змаганнях.
Брала участь в особистих і командних змаганнях з рапіри на літніх Олімпійських іграх 2000 року.